# Materada
Materada är en ort i Kroatien.   Den ligger i länet Istrien, i den västra delen av landet, 190 km väster om huvudstaden Zagreb. Materada ligger 82 meter över havet och antalet invånare är 129.
Terrängen runt Materada är platt västerut, men österut är den kuperad. Terrängen runt Materada sluttar västerut. Runt Materada är det ganska tätbefolkat, med 124 invånare per kvadratkilometer. Närmaste större samhälle är Poreč, 19,7 km söder om Materada. Omgivningarna runt Materada är en mosaik av jordbruksmark och naturlig växtlighet.